# Francisco Mateucci
Francisco Matteucci, (16 de maio de 1903 – data da morte desconhecida), foi um árbitro de futebol uruguaio. Apitou a Copa do Mundo FIFA de 1930.[carece de fontes?] Francisco Mateucci - o árbitro mais jovem da história da Copa do Mundo da FIFA. No torneio da Copa do Mundo de 1930, ele julgou na partida Iugoslávia vs Bolívia aos 27 anos e 62 dias.